# Rodillo anilox

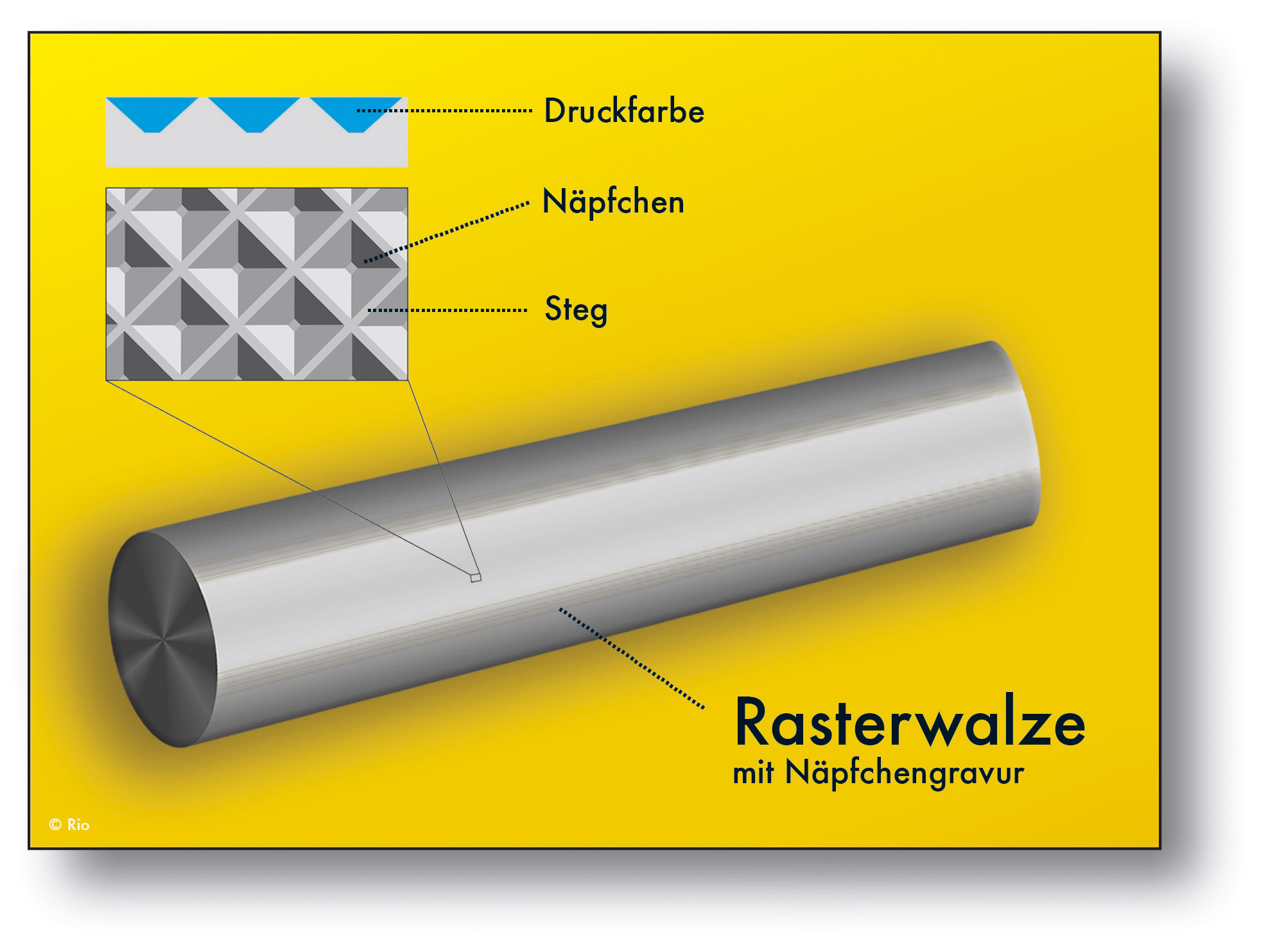
Representación del rodillo anilox, utilizada en la industria gráfica.

Rodillo regulador de tinta utilizado en impresión flexográfica. Se fabrica en acero cromado grabado mecánicamente o bien cerámico grabado mediante láser para disponer de una superficie con microceldas con las que se controla el nivel de tinta que se transmite en el proceso de impresión. Esta tinta se recoge de una cubeta y se transmite al soporte de impresión que, a su vez, imprime la imagen en el soporte receptor. 
Un rodillo anilox se selecciona definiendo:
- Su lineatura.
- El ángulo que forman las celdas, normalmente 30°, 45° o 60°.
- La geometría y profundidad de las mismas.
- El volumen de tinta que aporta por unidad de superficie impresa.

- Datos: Q2606045
- Multimedia: Anilox / Q2606045